# Daniel Ticktum
Daniel Ticktum, surnommé Dan Ticktum, né le 8 juin 1999 à Londres, est un pilote automobile britannique. 
Double vainqueur Grand Prix de Macao en 2017 et en 2018, ainsi que vice-champion d'Europe de Formule 3 avec Motopark en 2018, il est titulaire en Championnat du monde de Formule E chez ERT Formula E Team depuis 2022.

## Biographie

### Débuts en karting
Daniel Ticktum connaît sa première expérience de karting sur la piste Filching Manor près d'Eastbourne où il établit plusieurs records de piste, alors qu'il avait 7 ans. Dès l'âge de huit ans, il rejoint le Honda Cadets avec le Project One Racing. Il y connaît un succès précoce, et devient vice-champion du Championnat National Super One en 2010 avant de passer au Comer Cadet.
L'année suivante, il remporte le Grand Chelem des titres nationaux des cadets britanniques en s'adjugeant le championnat britannique FKS, le championnat national ABkC Super One, le British Open Championship et le British Grand Prix Championship. Cette performance n'a été réalisée que par un seul autre pilote dans l'histoire. Il est ainsi repéré par l'entreprise Red Bull, connue pour son sponsoring sportif très actif.

### Progression internationale en karting (2012-2014)

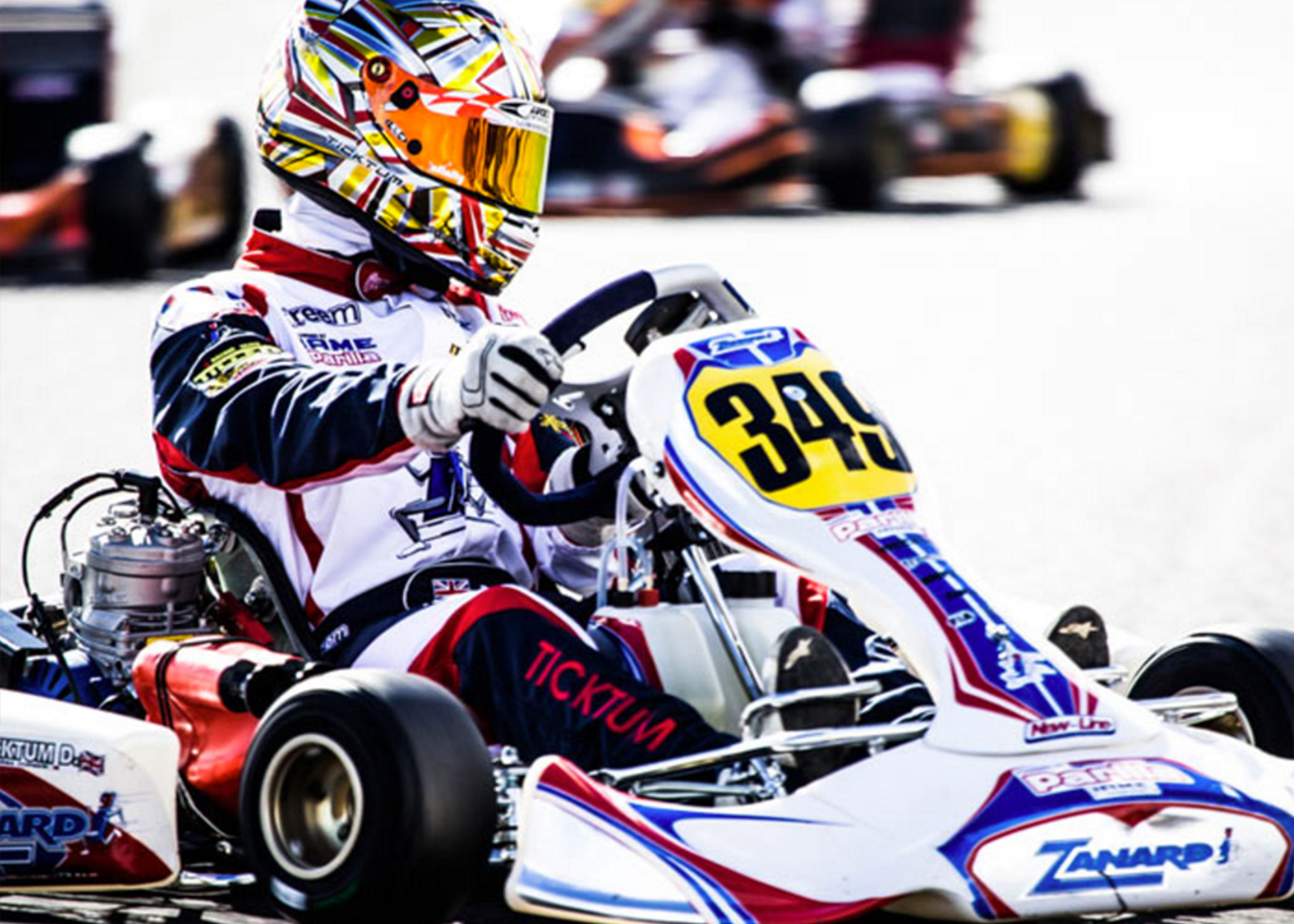
Dan Ticktum durant les WSK Masters en 2014.

En 2012, Dan Ticktum s'engage sur la scène internationale en participant à la WSK Euro Series et à la WSK Masters Series, terminant les deux championnats en tant que recrue la mieux classée.
Un an plus tard, Ticktum rejoint le Ricky Flynn Motorsport et devient vice-champion du Championnat d'Europe de la CIK FIA, à égalité de points avec le champion, et vice-champion du Championnat National Super One. La même année, il reçoit le trophée KFJ Andrea Margutti, trophée décerné auparavant à Giancarlo Fisichella, Robert Kubica et plus récemment Daniil Kvyat.
L'année suivante, Ticktum est de nouveau sacré vice-champion, cette fois-ci des WSK Masters, et bat le record du tour du circuit de Brands Indy lors de son premier test avec Lanan Racing MSA Formula.

### Débuts en monoplace et suspension (2015)

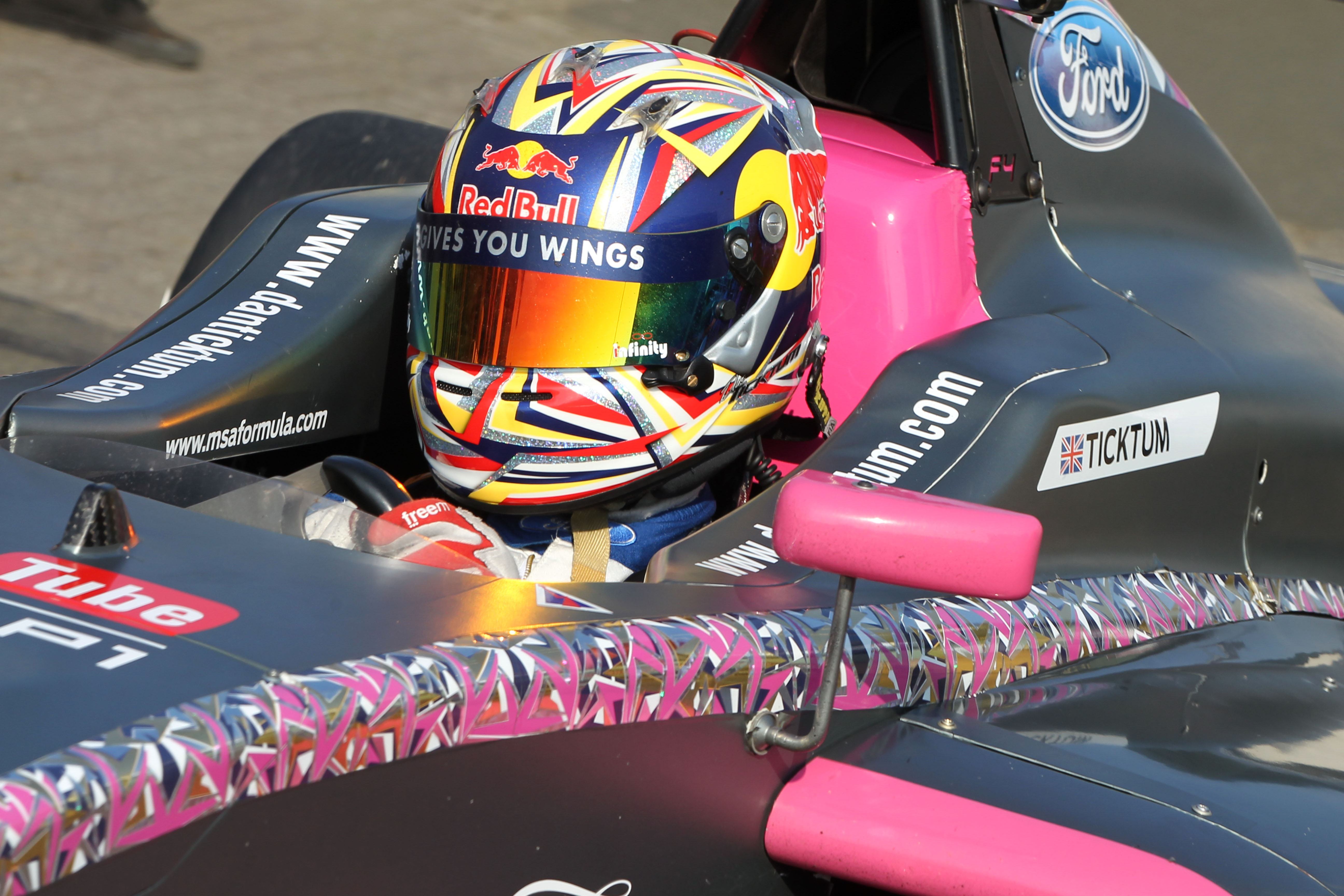
Dan Ticktum en 2015

En 2015, Dan Ticktum accède à la monoplace en disputant plusieurs courses pour le Koiranen GP en Eurocup Formula Renault 2.0 et en Formula Renault 2.0 NEC et surtout en rejoignant le Fortec Motorsport pour piloter dans le championnat MSA Formula (future F4 Britannique). La première partie de la saison le voit remporter trois courses dont deux à Donington, monter à dix reprises sur le podium et mener le championnat. Cependant, lors de la manche à Silverstone, après être parti en tête-à-queue à la suite d'un contact avec Ricky Collard et alors que la course était sous régime de voiture de sécurité, il double dix voitures et vient percuter la monoplace dudit Ricky Collard, conduisant les deux pilotes à l’abandon. Surtout, cette action lui vaut une interdiction de sport automobile de deux années dont une avec sursis. Son avance lui permet tout de même de terminer sixième au classement. Daniel Ticktum était alors exposé à la forte pression de son sponsor Red Bull qui lui avait promis un bon début pour son programme de promotion et il était conscient que s'il ne parvenait pas aux résultats escomptés, il aurait trop peu de sponsors pour poursuivre sa carrière. Par la suite, il déclarera : « J'étais un garçon de 15 ou 16 ans qui voulait gagner plus que n'importe qui, et cela m'a fait faire quelque chose que je regrette. […] Je me suis fait justice moi-même : si personne n'allait agir, j'allais le faire. C'est une leçon de vie, et je me sens désormais prêt à être placé en Formule 1 dès que ce sera nécessaire ».

### Période de tests puis reprise (2015-2016)
Cette interdiction ne l’empêchant pas de mener des tests privés, il complète un programme de test en Formule 3 avec le Double R Racing. En outre, il a été autorisé à piloter dans le simulateur du Red Bull Racing, écurie engagée en Formule 1. Il a également conduit pour Double R Racing dans la série d'automne du championnat britannique de Formule 3, avec une victoire à la clé.
Sa suspension terminée, il retourne à la compétition en disputant la finale du Championnat d'Europe de Formule 3 à Hockenheim avec l'écurie Carlin. Il participe ensuite au Grand Prix de Macao avec le Double R Racing, finissant huitième de la course qualificative du samedi avant de se retirer à mi-course. Toujours avec le Double R Racing, il participe à la série automnale du championnat britannique de Formule 3 et obtient une victoire. Enfin, au cours de l'hiver 2016-2017, il prend part à un événement du MRF Challenge Formula 2000 où il accroche un podium.

### Carrière en Formule Renault 2.0 puis en Formule 3 (2017-2018)
En janvier 2017, Daniel Ticktum est annoncé comme membre du Red Bull Junior Team. Son engagement principal est l'Eurocup Formula Renault 2.0 avec Arden International. Disputant 23 courses, il glane une victoire lors de la manche au Hungaroring, et termine la saison à la septième place au classement. Ce n’est néanmoins pas sa seule activité de la saison puisqu'en septembre 2017, il fait ses débuts à Monza en GP3 Series au sein de l’écurie française DAMS, en remplacement de Matthieu Vaxivière. Il parvient à accrocher le podium avec une troisième place acquise lors de l'ultime course de la saison 2017 à Abou Dabi. De plus, il participe une nouvelle fois au Grand Prix de Macao, cette fois-ci avec l'équipe Motopark et surtout avec brio puisqu'il s'adjuge l’épreuve alors qu’il s'élançait depuis la huitième position sur la grille. Ses résultats l'amènent à remporter le prestigieux Trophée McLaren Autosport BRDC, avec à la clé un test F1 avec le McLaren Racing à Silverstone. Il effectue ce dernier au volant d'une McLaren MP4-26 de 2011, et déclare ensuite qu'« être dans le baquet d'une F1, c'est plus qu'un rêve. J'ai le sentiment d'avoir atteint le but de ma vie, je suis aux anges ! »
En 2018, il prend part au championnat d'Europe de Formule 3 avec l'écurie allemande Motopark, et renonce à continuer en GP3 du fait de son temps passé au simulateur de Red Bull. Cependant, il effectue deux piges en Super Formula au Japon avec l'équipe Mugen, où il y remplace son coéquipier dans le junior team Nirei Fukuzumi. Il est finalement sacré vice-champion au terme de la saison de Formule 3, devancé par Mick Schumacher, avec pour bilan quatre victoires en trente courses.

### Formule 3 Régionale et Super Formula (2019)
En début d'année 2019, il s'engage en Formula 3 Asian Series où il décroche deux pole-positions et un podium, il finit neuvième avec 38 points. Il est ensuite placé par Red Bull au Japon en Super Formula. Après un début de saison décevant, il est limogé par Red Bull fin juin 2019. Il s'engage ensuite en Formule 3 Régionale avec l'écurie Van Amersfoort Racing mais ne dispute que trois courses. Il monte néanmoins deux fois sur le podium ce qui lui permet de se classer onzième du championnat avec 46 points. En fin d'année, Ticktum remet son titre en jeu lors du Grand Prix de Macao mais il connait une course difficile et ne franchit le drapeau à damier que treizième.

### Promotion en Formule 2 (2020)

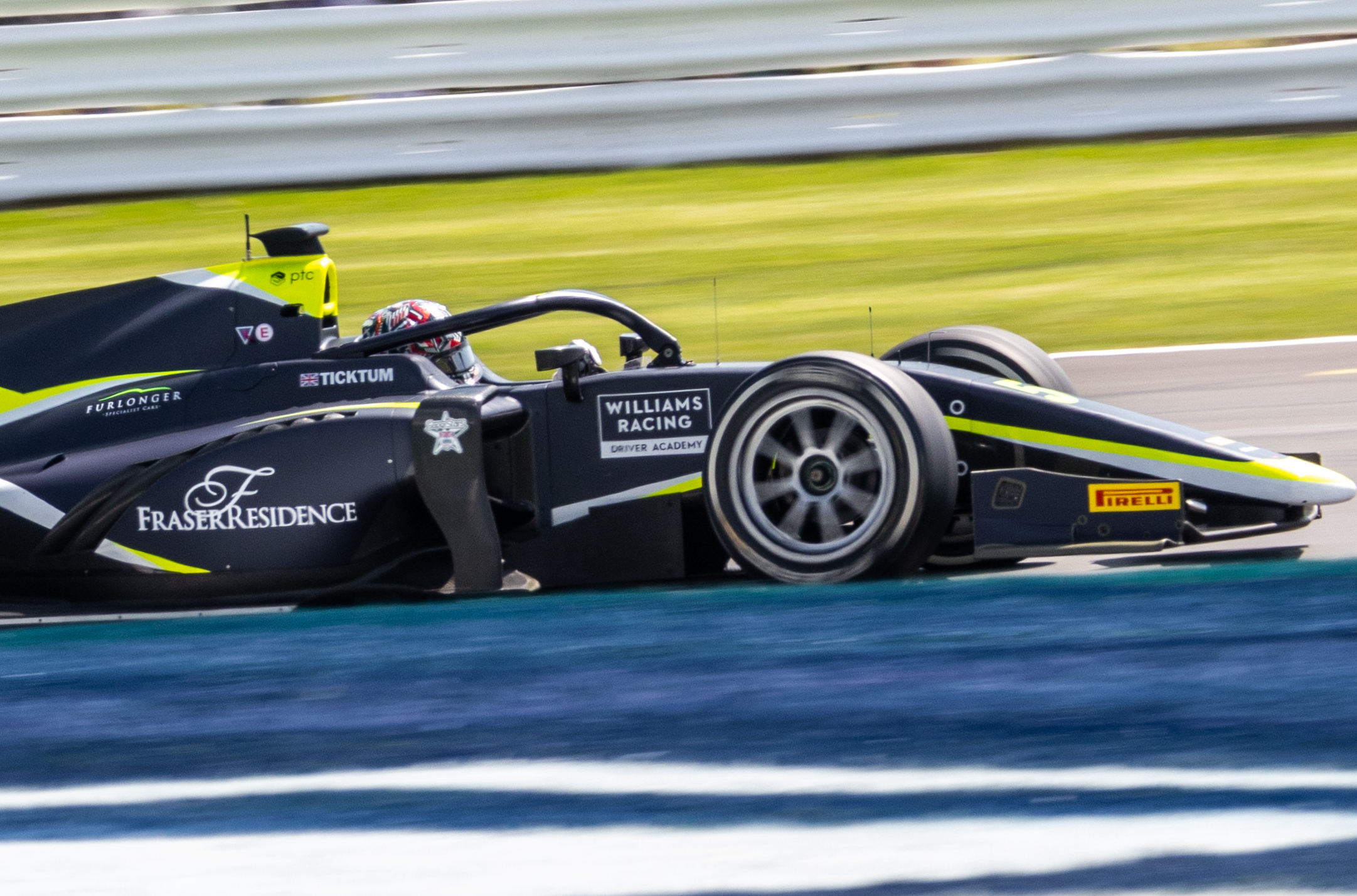
Dan Ticktum à Silverstone en Formule 2 en 2021.

Intégré au programme de jeunes pilotes de Williams F1 Team, Ticktum est officiellement promu en Formule 2 pour la saison 2020 chez DAMS le 4 décembre 2019, aux côtés de l'Indonésien Sean Gelael. Il remplace au pied levé Nicholas Latifi. Ticktum a obtenu son premier podium dans la course sprint en Autriche, tandis que sa première victoire a eu lieu lors de sa course à domicile ; Silverstone. Après deux autres podiums et une victoire à Monza, une course dont il sera disqualifié pour manque de carburant après avoir franchi la ligne d'arrivée, Ticktum termine sa saison à la 11e place du championnat, étant le quatrième meilleur rookie du classement. Il fait ensuite une apparition lors du test d'après-saison à Bahreïn pour Carlin aux côtés de Jehan Daruvala. Les deux pilotes sont confirmés dans l'équipe pour la saison 2021. Ticktum quatrième du championnat avec deux victoires et sept podiums.  

## Résultats enchampionnat du monde de Formule E
| Saison    | Écurie         | Courses disputées | Pole positions | Victoires | Podiums | Dans les points | Abandons | Points inscrits | Classement |
| --------- | -------------- | ----------------- | -------------- | --------- | ------- | --------------- | -------- | --------------- | ---------- |
| 2021-2022 | NIO 333 Racing | 16                | 0              | 0         | 0       | 0               | 0        | 1               | 21e        |

## Résultats en compétition automobile

### Résultats en monoplace
| Saison  | Championnat                                | Écurie                | Courses                 | Victoires               | Pole positions          | Meilleurs tours         | Podiums                 | Points                  | Classement              |
| ------- | ------------------------------------------ | --------------------- | ----------------------- | ----------------------- | ----------------------- | ----------------------- | ----------------------- | ----------------------- | ----------------------- |
| 2015    | MSA Formula Championship                   | Fortec Motorsport     | 27                      | 3                       | 3                       | 5                       | 10                      | 242                     | 6e                      |
| 2015    | Eurocup Formula Renault 2.0                | Koiranen GP           | 2                       | 0                       | 0                       | 0                       | 0                       | 0†                      | nc                      |
| 2015    | Formula Renault 2.0 NEC                    | Koiranen GP           | 4                       | 0                       | 0                       | 0                       | 0                       | 41                      | 23e                     |
| 2016    | Championnat d'Europe de Formule 3          | Carlin                | 3                       | 0                       | 0                       | 0                       | 0                       | 0†                      | nc                      |
| 2016    | Formule 3 britannique Trophée de l'Automne | Double R Racing       | 3                       | 1                       | 0                       | 1                       | 2                       | 59                      | 4e                      |
| 2016    | Grand Prix de Macao                        | Double R Racing       | 1                       | 0                       | 0                       | 0                       | 0                       | N/A                     | abd                     |
| 2016-17 | MRF Challenge Formula 2000                 | MRF Racing            | 4                       | 0                       | 0                       | 0                       | 1                       | 41                      | 11e                     |
| 2017    | Eurocup Formula Renault 2.0                | Arden International   | 23                      | 1                       | 1                       | 2                       | 3                       | 134                     | 7e                      |
| 2017    | Formula Renault 2.0 NEC                    | Arden International   | 5                       | 0                       | 0                       | 0                       | 1                       | 0†                      | nc                      |
| 2017    | GP3 Series                                 | DAMS                  | 5                       | 0                       | 0                       | 1                       | 1                       | 34                      | 11e                     |
| 2017    | Grand Prix de Macao                        | Motopark              | 1                       | 1                       | 0                       | 0                       | 1                       | N/A                     | 1er                     |
| 2018    | Championnat d'Europe de Formule 3          | Motopark              | 30                      | 4                       | 5                       | 1                       | 8                       | 308                     | 2e                      |
| 2018    | Grand Prix de Macao                        | Motopark              | 1                       | 1                       | 1                       | 1                       | 1                       | N/A                     | 1er                     |
| 2018    | Super Formula                              | Team Mugen            | 2                       | 0                       | 0                       | 0                       | 0                       | 0                       | 19e                     |
| 2018    | Formule 2                                  | BWT Arden             | 2                       | 0                       | 0                       | 0                       | 0                       | 0                       | 23e                     |
| 2019    | F3 Asian Winter Series                     | Dragon Hitech GP      | 6                       | 0                       | 2                       | 0                       | 1                       | 38                      | 9e                      |
| 2019    | Super Formula                              | Team Mugen            | 3                       | 0                       | 0                       | 0                       | 0                       | 1                       | 20e                     |
| 2019    | Formule Régionale Europe                   | Van Amersfoort Racing | 6                       | 0                       | 0                       | 0                       | 2                       | 64                      | 9e                      |
| 2019    | Grand Prix de Macao                        | Carlin                | 1                       | 0                       | 0                       | 0                       | 0                       | N/A                     | 13e                     |
| 2020    | Formule 2                                  | DAMS                  | 24                      | 1                       | 0                       | 1                       | 4                       | 96,5                    | 11e                     |
| 2020    | Formule 1                                  | Williams Racing       | Pilote de développement | Pilote de développement | Pilote de développement | Pilote de développement | Pilote de développement | Pilote de développement | Pilote de développement |
| 2021    | Formule 2                                  | Carlin                | 23                      | 2                       | 0                       | 1                       | 7                       | 159,5                   | 4e                      |

† Ticktum étant un pilote invité, il était inéligible pour marquer des points.

### Résultats en GP3 Series
| Année | Équipe | 1       | 2       | 3       | 4       | 5       | 6       | 7       | 8       | 9       | 10      | 11         | 12        | 13        | 14          | 15        | 16        | Pos | Points |
| ----- | ------ | ------- | ------- | ------- | ------- | ------- | ------- | ------- | ------- | ------- | ------- | ---------- | --------- | --------- | ----------- | --------- | --------- | --- | ------ |
| 2017  | DAMS   | CAT FEA | CAT SPR | RBR FEA | RBR SPR | SIL FEA | SIL SPR | HUN FEA | HUN SPR | SPA FEA | SPA SPR | MNZ FEA 13 | MNZ SPR A | JER FEA 4 | JER SPR Abd | YMC FEA 4 | YMC SPR 3 | 11e | 34     |

### Résultats en Formule 3 Européenne
| Année | Équipe   | Moteur     | 1       | 2         | 3       | 4     | 5         | 6       | 7       | 8         | 9       | 10      | 11      | 12        | 13       | 14      | 15      | 16    | 17      | 18      | 19      | 20      | 21      | 22      | 23      | 24      | 25      | 26        | 27      | 28      | 29      | 30      | Pos | Points |
| ----- | -------- | ---------- | ------- | --------- | ------- | ----- | --------- | ------- | ------- | --------- | ------- | ------- | ------- | --------- | -------- | ------- | ------- | ----- | ------- | ------- | ------- | ------- | ------- | ------- | ------- | ------- | ------- | --------- | ------- | ------- | ------- | ------- | --- | ------ |
| 2018  | Motopark | Volkswagen | PAU 1 3 | PAU 2 Abd | PAU 3 5 | HUN 1 | HUN 2 Abd | HUN 3 2 | NOR 1 4 | NOR 2 Abd | NOR 3 1 | ZAN 1 5 | ZAN 2 6 | ZAN 3 Abd | SPA 1 13 | SPA 2 1 | SPA 3 5 | SIL 1 | SIL 2 8 | SIL 3 6 | MIS 1 6 | MIS 2 4 | MIS 3 4 | NÜR 1 3 | NÜR 2 3 | NÜR 3 4 | RBR 1 8 | RBR 2 17† | RBR 3 4 | HOC 1 5 | HOC 2 7 | HOC 3 4 | 2e  | 308    |

### Résultats en Formule 2
| Année | Équipe | 1          | 2           | 3          | 4          | 5         | 6           | 7          | 8          | 9           | 10         | 11        | 12         | 13          | 14         | 15        | 16          | 17         | 18         | 19         | 20        | 21         | 22          | 23         | 24         | Pos | Points |
| ----- | ------ | ---------- | ----------- | ---------- | ---------- | --------- | ----------- | ---------- | ---------- | ----------- | ---------- | --------- | ---------- | ----------- | ---------- | --------- | ----------- | ---------- | ---------- | ---------- | --------- | ---------- | ----------- | ---------- | ---------- | --- | ------ |
| 2020  | DAMS   | RBR1 FEA 5 | RBR1 SPR 3  | RBR2 FEA 8 | RBR2 SPR 2 | HUN FEA 9 | HUN SPR N.C | SIL1 FEA 8 | SIL1 SPR 1 | SIL2 FEA 15 | SIL2 SPR 7 | CAT FEA 9 | CAT SPR 10 | SPA FEA 6   | SPA SPR 10 | MNZ FEA 7 | MNZ SPR DSQ | MUG FEA 17 | MUG SPR 17 | SOC FEA 10 | SOC SPR 8 | SAK1 FEA 9 | SAK1 SPR 12 | SAK2 FEA 8 | SAK2 SPR 3 | 11e | 96,5   |
| 2021  | Carlin | BHR SP1 8  | BHR SP2 Abd | BHR FEA 2  | MCO SP1 6  | MCO SP2 1 | MCO FEA Abd | BAK SP1 2  | BAK SP2 6  | BAK FEA 8   | SIL SP1 8  | SIL SP2 3 | SIL FEA 2  | MNZ SP1 Abd | MNZ SP2 11 | MNZ FEA 3 | SOC SP1 1   | SOC SP2 A  | SOC FEA 5  | JED SP1 7  | JED SP2 4 | JED FEA 10 | YMC SP1 6   | YMC SP2 4  | YMC FEA 6  | 4e  | 159,5  |

## Vie personnelle
Dan Ticktum a trois frères : Ash, Jude et Lou.